# 1488

## Události
- první inkviziční tribunál na Mallorce
- portugalský dvůr podruhé odmítl plán Kryštofa Kolumba
- Bartolomeo Diaz obeplul mys Dobré naděje

## Narození
- 20. ledna – Sebastian Münster, německý učenec († 26. května 1552)
- 21. dubna – Ulrich von Hutten, německý učenec, básník a reformátor († 29. srpna 1523)
- 30. června – Jošt III. z Rožmberka, český šlechtic († 15. října 1539)
- 17. října – Uršula Braniborská, braniborská princezna († 18. září 1510)
- 15. prosince – Ferdinand, vévoda z Kalábrie  († 20. října 1550)

## Úmrtí
Česko
- 25. ledna – Jakub z Velkého Hlohova, kněz, františkán slezského původu (* ?)
- 25. července – Anežka z Rožmberka, česká šlechtična (* 15. století)

Svět
- 11. června – Jakub III., král skotský (* 10. července 1451)
- 18. července – Alviso Cadamosto, benátský mořeplavec v portugalských službách (* cca 1432)
- 10. října – Andrea del Verrocchio, italský renesanční malíř, zlatník a sochař (* 1435)

## Hlavy států
- České království – Vladislav Jagellonský
- Svatá říše římská – Fridrich III.
- Papež – Inocenc VIII.
- Anglické království – Jindřich VII. Tudor
- Dánsko – Jan I.
- Francouzské království – Karel VIII.
- Polské království – Kazimír IV. Jagellonský
- Uherské království – Matyáš Korvín
- Litevské velkoknížectví – Kazimír IV. Jagellonský
- Norsko – Jan I. Dánský
- Portugalsko – Jan II.
- Švédsko – regent Sten Sture
- Rusko – Ivan III. Vasiljevič
- Kastilie – Isabela Kastilská
- Aragonské království – Ferdinand II. Aragonský